# François Dominique de Barberie de Saint-Contest
François Dominique Barberie, markiz de Saint-Contest (ur. 26 stycznia 1701, zm. 24 lipca 1754) – francuski polityk i dyplomata; od  11 września 1751 do 24 lipca 1754 pełnił funkcję sekretarza spraw zagranicznych.

## Kariera urzędnicza
Pochodził ze starego normańskiego rodu arystokratycznego. Jego ojcem był radca stanu i dyplomata Dominique-Claude Barberie de Saint-Contest (1668-1730). Dzięki wpływom ojca François Dominique  został 21 listopada 1721 roku adwokatem królewskim w Châtelet de Paris, następnie radcą parlamentu paryskiego (1724), starszym radcą (conseiller Maître des requêtes ordinaire de l’hôtel-de-Ville – w 1728), intendentem Béarn (1737), Caen (1739) i Dijon (1740-1749).
Za jego intendentury w Dijon powstała droga łącząca Auxerre, Noyers i Montbard przez  Vermenton, Avalon i Semur-en-Auxois.

## Kariera Dyplomaty
15 lipca 1749 roku został ambasadorem w Szwajcarii i razem z   de Champeaux, rezydentem francuskim w Genewie miał przedyskutować ze Szwajcarami sporne kwestie terytorialne dotyczące rejonu Gex między Genewą a Francją.
Zimą 1749 roku mianowany ambasadorem w Holandii. Do Hagi dotarł we wrześniu 1750 roku. Jako ambasador okazał się jednak nieudolny i podatny na wpływy i opinie innych; pozwalał by ambasador francuski w Wenecji François-Joachim de Pierre de Bernis podejmował za niego większość decyzji i swobodnie wyznaczał kierunek prowadzonej „holenderskiej” polityki Królestwa Francji.

## Sekretarz spraw zagranicznych
Dość szybko zakończył misję w Hadze, ponieważ w 1752 roku madame de Pompadour wymogła na Ludwiku XV uczynienie Saint-Contesta sekretarzem spraw zagranicznych (tzn. MSZ).
Jako MSZ Saint-Contest pracował nad sojuszem Francji, Hiszpanii, Danii, Szwecji i Turcji przeciw Austrii, Rosji i W. Brytanii. Wydaje się, że mózgami projektu byli raczej Pompadour, marszałek de Noailles i markiz de Saint-Severin, od których Saint-Contest był mocno uzależniony. Był zdecydowanym pacyfistą. Zbliżająca się wojna (wojna siedmioletnia 1756-1763) przerażała go.